# Älgsjö
Älgsjö (sydsamiska: Alkejaevrie) är en by i Åsele distrikt (Åsele socken) i Åsele kommun i Västerbottens län (Lappland), en knapp mil öster om Åsele tätort. Den är belägen vid korsningen mellan riksväg 92 och länsväg 365 ("militärvägen)", och söder om sjön Älgsjön. 
När Älgsjö var som störst i början av 1900-talet bodde drygt 200 personer i byn. Näst Gafsele var det den största byn i Åsele socken. Idag bor ett 50-tal personer i Älgsjö.

## Fornfynd
I Älgsjö har några fornfynd från stenåldern hittats: två knivar, en spjutspets, två pilspetsar och en stenklubba med skaftränna. Dessutom har en pärla av glasmosaik från vikingatid påträffats. Spjutspetsen, varav endast nederdelen är bevarad, är av skiffer och har på ena sidan en runristning bestående av fyra hela runor och en bit av en femte. På andra sidan syns en inristad djurfigur och ett geografiskt ornament. Utifrån ristningarna har spetsen daterats till 500-talet, men det har också ifrågasatts om ristningarna är äkta.

## Samisk historia
Området kring Älgsjö utgjorde åtminstone under 1600- och 1700-talen ett lappskatteland, då med namnet Algsjö, som innehades av olika skogssamer.

## Nybyggarhistoria
I mitten av 1700-talet anlades ett nybygge i Älgsjö. Flera olika inflyttade nybyggare prövade sin lycka där, men inte förrän på 1770-talet blev bosättningen varaktig. Med tiden blev Älgsjö en stor by där flera bönder blev välbärgade sörkörare och betydelsefulla män i socknen.